# Proventriculul la păsări
Proventriculul sau stomacul glandular, este partea superioară a stomacului aviar. Primește hrana de la esofag și secretă acid clorhidric, mucus și pepsinogen, care în reacție cu HCl. devine pepsină.